# Rutland (Dakota du Nord)
Pour les articles homonymes, voir Rutland (homonymie).
La ville américaine de Rutland est située dans le comté de Sargent, dans l’État du Dakota du Nord. Lors du recensement de 2010, sa population s’élevait à 163 habitants.

## Galerie photographique

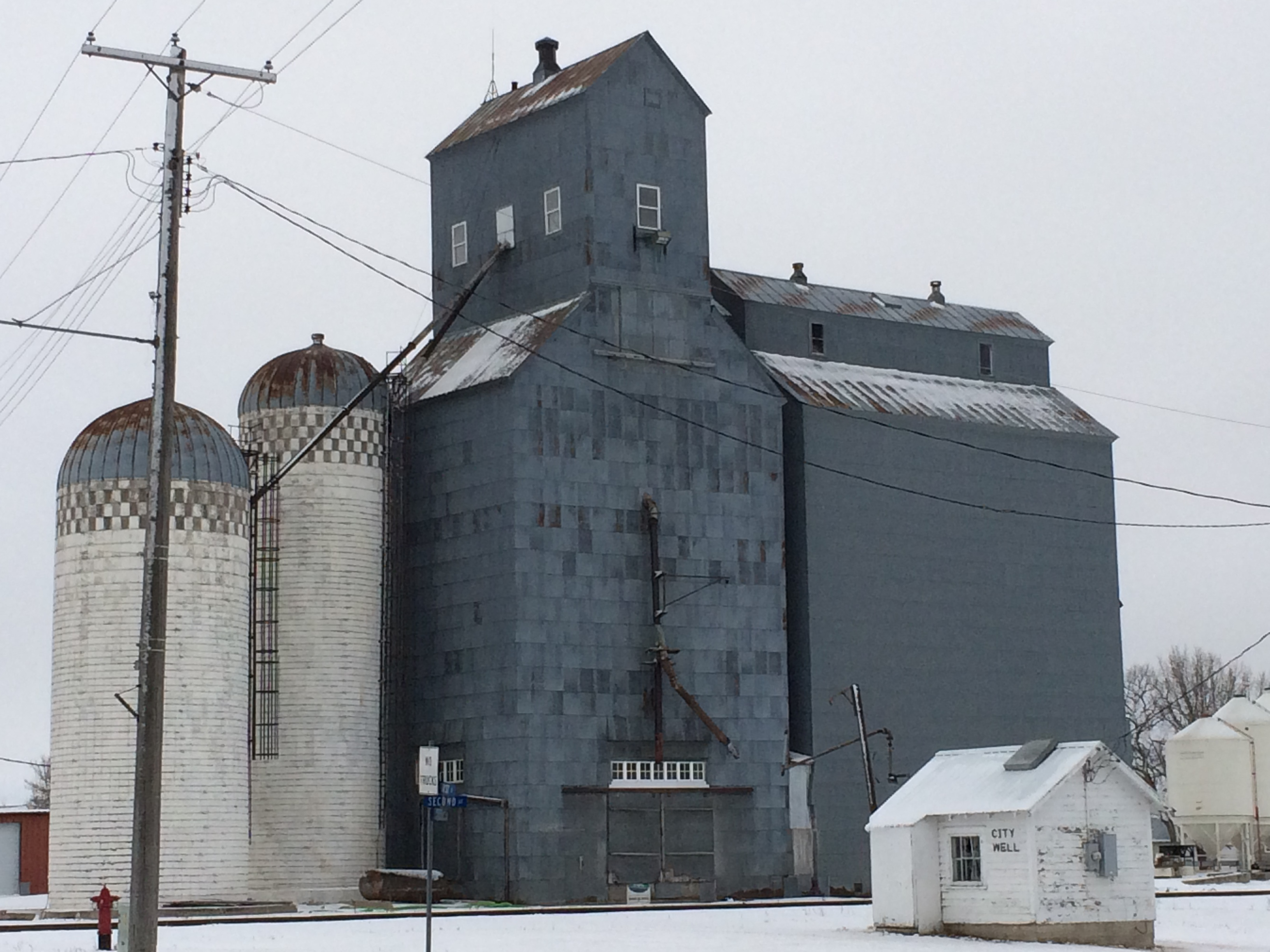
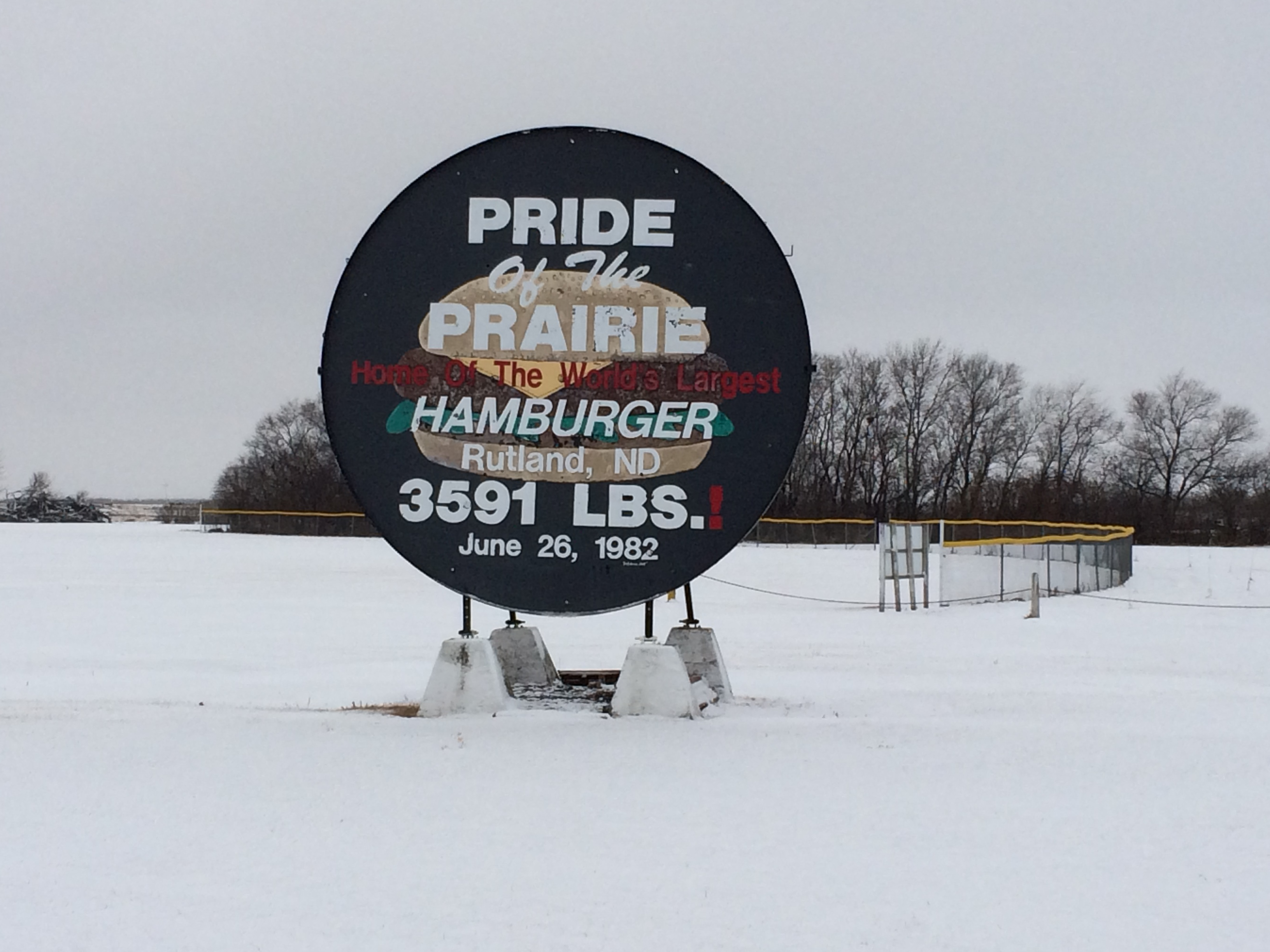

## Histoire
Rutland a été fondée en 1887.

## Démographie
| 1910 | 1920 | 1930 | 1940 | 1950 | 1960 |
| ---- | ---- | ---- | ---- | ---- | ---- |
| 224  | 291  | 264  | 305  | 309  | 308  |

| 1970 | 1980 | 1990 | 2000 | 2010 | - |
| ---- | ---- | ---- | ---- | ---- | - |
| 225  | 250  | 212  | 220  | 163  | - |

## Source
- (en) Cet article est partiellement ou en totalité issu de l’article de Wikipédia en anglais intitulé « Rutland, North Dakota » (voir la liste des auteurs).

1. ↑  (en) « Statistiques des États-Unis - Dakota du nord - Profils des comtés de 2010 » (consulté en juin 2021)